# 倉富胤厚
倉富 胤厚（くらとみ たねあつ、文政12年3月18日（1829年4月21日） - 明治23年（1890年）6月30日）は、筑後国久留米藩領出身の儒者・政治家。通称は八兵衛、字は士簡、号は篤堂（とくどう）。

## 生涯
文政12年（1829年）、筑後国三潴郡大隈村（現・福岡県久留米市梅満町）の庄屋・園田為右衛門の次男として生まれる。幼名は熊三郎。
はじめ田主丸の重富縄山に儒学を学び、16歳で豊後日田の咸宜園に入門して広瀬淡窓に学んだ。なお、重富縄山も広瀬淡窓門下である。
18歳のとき、親族である竹野郡徳童村（現・久留米市田主丸町）の庄屋・倉富又市の婿となり、その後を継ぐ。慶応3年（1867年）には藩命を受けて、当時大宰府に滞在していた三条実美ら五卿（七卿落ち参照）の警護にあたっている。明治元年（1868年）、吉井（現・うきは市）の郷校・弘道館で儒学を講じるようになり、明治3年（1870年）には藩校・明善堂（福岡県立明善高等学校の前身）の教官に抜擢された。このとき、士族に列している。
明治7年（1874年）、次男の勇三郎とともに上京し、東京英語学校で漢文を教えた。翌明治8年（1875年）帰郷。明治12年（1879年）、福岡県会議員となり、翌13年（1880年）には県会議長となるが、この年議員を辞している。
明治23年（1890年）6月30日没。享年62。

## 系譜・家族
倉富氏は、中世肥前国の有力国人であった龍造寺氏の末裔といい、室町時代の後期に龍造寺胤家の子・胤知が筑後国竹野郡森部村（現・久留米市田主丸町）に移住したのが起こりと伝える。
- 長男：倉富恒二郎（福岡県会議員・福岡日日新聞社長）
- 次男：倉富勇三郎（枢密院議長・男爵）